# Ciel Satellite Group
Ciel Satellite Group é um operador privado canadense de satélite de comunicação, que foi fundado em 2004, para a prestação de serviços em todas as Américas, a mesma tem uma parceria com o operador de satélites SES. A sede está localizada em Ottawa, Ontário.
A Ciel foi fundada para aproveitar as oportunidades no mercado canadenses e atender à demanda por serviços via satélite e fazer concorrência no mercado interno do país. Em 2006, a Ciel solicitou a Thales Alenia Space para fabricar o satélite Ciel 2, que foi lançado em um veículo ILS Proton-M/Briz-M a partir do Cosmódromo de Baikonur em 10 de dezembro de 2008.

## Satélites
| Satélite | Fabricante          | Data do lançamento     | Veículo lançador | Estado  | Nota |
| -------- | ------------------- | ---------------------- | ---------------- | ------- | --- |
| Ciel 1   | Space Systems/Loral | 23 de setembro de 1999 | Atlas-2AS        | Inativo | O mesmo foi originalmente encomendados pela MCI como Sky 1A (ou MCI 1). Posteriormente o mesmo foi adquirido pela Enchostar e renomeado para Echostar 5. Em março de 2005, o satélite foi arrendado para Ciel, que o rebatizou para Ciel 1 |
| Ciel 2   | Thales Alenia Space | 10 de dezembro de 2008 | Proton-M/Briz-M  | Ativo   | |